# 英格林派

英格林派教会的标志。它代表着至高无上的神明“英格利”的炽热光芒、言语和行动。祂孕育并安排着宇宙，就像北天极（伊里 (斯拉夫神话)或室婆哩迦，“天堂”） (Note: 卍字符号代表着“英格利亚”，化身为“英格利”，是至高无上之神的有序言行，是秩序宇宙的炽热光芒。各种卍字图案代表了由这种最高秩序产生的各种生命形式（行星之神、地球天气现象、实体类别等图案）。
除了卍字图案，九芒星“英格利星”（звезда Инглии）也被用作英格林派教义（神学和宇宙学）的象征。在民间传统中，英格利星也被称作обережник（“守护者”的象征）和мати-готка（“待命之母”），指的是准备好接受神力指令的物质。英格利星本身通常在星体本身表现为一个卍字、一道雷电（佩伦）或一柄剑。
英格利星也代表着和谐的人（雅利安人）。三个相交的三角形代表着传统斯拉夫宇宙观中的三个世界（普拉夫、雅夫和纳夫），也代表着人的精神、肉体和灵魂。环绕三角形的圆圈代表“英格利”本身，也代表通过认知“英格利”而唤醒的人类意识，而圆圈之外的无限空间则代表上帝的无限潜能。三个三角形还代表土、水和火三种元素，圆圈代表空气，圆圈外的无限空间代表无尽的天堂（Svarga）。)旋转的星象。

Oberezhnik

英格林派（俄语：Инглии́зм），全称古俄罗斯正统旧礼仪派英格林教会（羅馬化：Drevnerusskaya Ingliisticheskaya Tserkov' Pravoslavnykh Staroverov–Inglingov），是斯拉夫新异教的白人民族主义分支。该教派由亚历山大·尤里耶维奇·希涅维奇（生于1961年，绰号“季神甫”）在俄罗斯鄂木斯克于1992年创立，并于1998年得到俄罗斯的国家认可，但该运动自20世纪80年代以来就以无组织的形式存在。英格林派的信众称自己为“正统派”“旧礼仪派”或“英格林派”。
据一些学者描述，英格林派有着复杂而明确的教义和礼仪、权威的领导层，并注重秘契教义。英格林派认为自己保存了俄罗斯人，所有斯拉夫人乃至所有欧洲白人“雅利安人”的真正、正统的宗教传统。其他斯拉夫异教教会对英格林派持强烈的批评态度；在俄罗斯异教组织的一次为制会上，英格林派的理论被正式拒绝。2000年代中期，该教会因煽动种族仇恨遭到司法起诉；2009—2011年间，希涅维奇本人也被判缓刑。在鄂木斯克的中央组织被迫解散后，该运动在俄罗斯所有地区以及欧洲和北美各国分化成了多个团体。英格林派的圣典是《斯拉夫-雅利安吠陀经》。

## 概述

### 术语

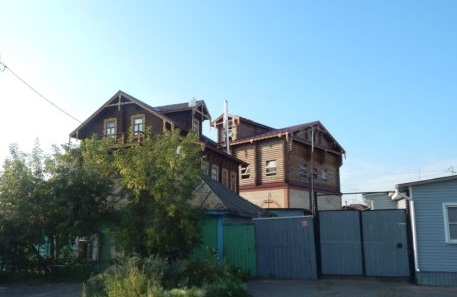
2016年的鄂木斯克英格林派教会的总部，包括前景中的亚历山大·希涅维奇故居和背景中的佩伦智慧神庙（Капище Веды Перуна）。

“英格林”这一名字来自早期日耳曼人王室之一的英格林家族，英格林派信徒认为他们是起源于俄罗斯西西伯利亚的鄂木斯克地区的雅利安人种的后裔。这种说法与学术界对历史上原始印欧人的起源地的主流共识背道而驰。根据英格林派的说法，这个词具有宇宙学意义，指的是宇宙秩序，由至高无上的神拉姆哈（Ра-М-Ха）发出的原始火光——英格利亚，化身为英格利——所承载。他们还称自己的宗教为“正统派”“旧礼仪派”。
根据英格林派的历史和术语，斯拉夫语中的“正统”一词（Православие），比基督教要更为古老。这个词的意思是符合宇宙法则的正确生活方式，直到17世纪，东正教才通过莫斯科牧首尼孔的改革，在斯拉夫人中使用了这个词，以完全吸纳当时仍在人群中盛行的本土宗教。在改革之前，基督教使用来自希腊语的借词Ортодоксальность。“俄罗斯”及其相关词汇则被认为来自雅利安词根，意为“光明”和“圣洁”。
今日的“旧礼仪派”被用于指代使用尼孔改革前仪式的基督徒，这一称呼是尼孔改革期间强加给他们的。这些人本来的称呼是“正义的基督徒”（Праведные Христиане），而“旧礼仪派”指的是斯拉夫异教信徒。根据英格林派的说法，上述理论被基督教旧礼仪派的一个教派保存的13世纪文件所证明。

### 特点
亚历山大·尤里耶维奇·希涅茨基（生于1961年）是鄂木斯克人，毕业于鄂木斯克国立技术大学。20世纪80年代到1990年初，他建立了从事驱魔和传统医学的“日瓦-星辰”社区（英格林派的早期组织），并于1992年在鄂木斯克正式建立了英格林派教会。同年，他出版了一本名为《英格林派简短教程》（Инглиизм. Краткий курс）的书，在其中提出了他教义的主干部分；他还访问了美国，声称在那里建立了英格林派的分支。在20世纪90年代后期，他出版了《斯拉夫-雅利安吠陀经》，这是英格林派的基础书籍。作为英格林派的首领，他的追随者称其为“季神甫”（Патер Дий，Дий即古罗斯文学中的宙斯）或“克洛夫拉特牧师”。希涅维奇并未将英格林派定性为“异教”或“宗教”，而是雅利安人带来的“宇宙智慧”，自古以来便在西西伯利亚地区流传下来。学者叶连娜·戈洛夫涅娃认为，尽管其包含非常古老来源的元素，但将英格林派视为“新宗教运动”或“发明的传统”是准确的。学者们已经确定了印度教、祆教、海伦娜·布拉瓦茨基的神智学以及德国雅利安秘学对英格林派的影响。学者阿列克谢·V·盖杜科夫和卡里娜·艾塔穆尔托将英格林派描述为一场专注于秘契主义的运动，其具有权威的领导等级制度和明确的教义和礼仪。
20世纪90年代，希涅维奇很可能结识了彼得堡吠陀教的创始人和主要思想家维克托·别兹韦尔希。希涅维奇本应被别兹韦尔希于1990年创立的新异教组织文德联盟授予“荣誉文德人”的称号。尽管与彼得堡吠陀教没有全面的合作，且彼得堡吠陀教从未接受过《斯拉夫-雅利安吠陀经》，但据报道，希涅维奇从彼得堡吠陀教中汲取了灵感，并重印了许多文德联盟的材料。在2000年代，尼古拉·列瓦绍夫在广泛阐述了自己基于英格林派的教义后，建立了另一个有组织的新异教派系，即列瓦绍夫派，该派系承认《斯拉夫-雅利安吠陀经》是其基本来源。
学者波利娜·P·科切加诺娃指出，英格林派提出的“宇宙宗教”可以被视为对斯拉夫新异教的“现代主义”方法，不同于其他代表“长青主义”的流派。同样，盖杜科夫将英格林派定义为斯拉夫异教的一种折衷主义或“多元混合”的形式。由于其特征，一些斯拉夫异教团体认为英格林派不是真正的斯拉夫异教。2009年，俄罗斯两大斯拉夫异教组织——斯拉夫本土信仰斯拉夫社群联盟和异教传统圈——联合发表声明反对英格林派、列瓦绍夫派和其他派别，认为它们是“伪教义、伪语言学、伪科学以及纯粹的投机”。然而，科切加诺娃指出，那些批评英格林派的斯拉夫异教团体的教义也同样基于对古代斯拉夫信仰的假设。

### 著作和作者
英格林派的核心经典是《斯拉夫-雅利安吠陀经》，据称是世代相传于西西伯利亚的古代文学，其最古老的部分可以追溯至数万年前。据称，这些文献最初被刻写在桑季（сантии, сантьи, саньтии，即由贵金属制成的铭板）之上，如今由英格林派的高阶祭司们保存在一个秘密地点。据称这些铭板上有186000个“斯拉夫-雅利安符文”，其上的内容于1944年首次被转写成西里尔字母并被印刷成纸质版本。据称，1875年，在罗马尼亚布切吉山脉的锡纳亚修道院发现了400块达契亚金制铭板，它们是西伯利亚铭板原件的复制品。这些铭板被交给罗马尼亚国王卡罗尔一世，他下令复制它们，并将其中的大多数熔化以充国库。这些铭板被称为“达契亚桑季”，据说如今被保存在罗马尼亚的私人金库和博物馆中。《斯拉夫-雅利安吠陀经》实际上是亚历山大·希涅维奇自20世纪90年代中期开始发表的。在此之前，他于1922年出版了《英格林派简短教程》，提出了其学说的核心观点。英格林派信徒声称，斯堪的纳维亚的《埃达》便是他们古老的《斯拉夫-雅利安吠陀经》的西欧拉丁化版本。
第一部《吠陀经》包括《佩伦智慧之书》（Сантии Веды Перуна）和《英格林传说》（Сагам об Инглингах，古诺斯《英格林传说》的俄语版本）。第二部《吠陀经》包括《光明之书》（Книга Света）以及《智者维利穆德拉智慧之言》（Слово Мудрости Волхва Велимудра）的第一部分。第三部《吠陀经》包括《英格林派：斯拉夫与雅利安民族的古老信仰》（Инглиiзмъ, Древняя Вера Славянскихъ и Арiйскихъ Народовъ）以及《智慧之言》的第二部分。第四部也是最后一部《吠陀经》包括《生命之源》（Источник Жизни）和《白色之路》（Белый Путь）。第五本书虽不属于《吠陀经》，但与其相关，即《斯拉夫世界观：〈光明之书〉的证实》（Славянское Мiропонiмание, Подтверждение Книги Света）。在希涅维奇出版这些《斯拉夫-雅利安吠陀经》以来，它们已经卖出了数万册。据戈洛夫涅娃所述，这些书籍的广泛流行证明它们“远非边缘化”，而是“构成了一种特定的古代历史民间知识的基础”。
除了《斯拉夫-雅利安吠陀经》之外，英格林派的典籍还包括《韦莱斯之书》以及各种诺斯替主义经典，包括发现于1945年的《约翰密传》和《使徒圣多马新约》。除了亚历山大·希涅维奇之外，另一位俄罗斯重要的英格林派文学作者是阿列克谢·瓦西里耶维奇·特列赫列博夫（亦称韦达戈尔祭司）。他是希涅维奇最早、最亲近的弟子之一。特列赫列博夫最早研究达摩宗教，并且是一位瑜伽士；他声称曾在尼泊尔接受一位高阶喇嘛的启蒙，被建议在自己的本土传统中寻找真理。他毕生致力于“斯拉夫人的精神与道德教育，以及俄罗斯人的精神复兴，以实现心理健康与启迪”；为此，他撰写了多部英格林派著作，其中包括《俄罗斯猎鹰的死亡》（Кощуны Финиста Ясного Сокола России）。在乌克兰，弗拉基米尔·库洛夫斯基是英格林派的著名传播者之一，他曾参与制作纪录片《诸神的游戏》（Игры Богов）。

## 信仰

超凡之神的名字，拉姆哈，以风格化的英格林前基督教时代斯拉夫书写系统书写。

根据英格林派信徒的说法，他们的信仰代表了雅利安民族的原始宗教。斯拉夫人和伊朗人则以最纯粹、最详细的形式保留了这一传统；相比之下，迁徙至印度次大陆的印度-雅利安人则与当地土著混合，从而使原始的吠陀宗教教义受到腐化。英格林派的重要作家、希涅维奇最亲近的弟子之一阿列克谢·特列赫列博夫认为，斯拉夫传统提供了三大公设来认识真理：言辞（слово）、洞见（Веды）和经验（о́пыт）。因此，英格林派在一定程度上接受个人的认识学：在判断某一真理的有效性时，一个人应当听从其精神导师的意见，查阅《斯拉夫-雅利安吠陀经》的相关论述，并结合自身经验思考其合理性。
学者维克托·施尼雷尔曼指出，英格林派的教义在很大程度上借鉴了斯拉夫、日耳曼、伊朗和印度的传统，同时也融合了其他文化的神祇和观念。例如，英格林派的信仰包含类似于印度教的轮回转世观念，以及类似祆教的善恶对立观念。学者罗伯特·A·桑德斯认为，英格林派的教义受到了19世纪末20世纪初德国的雅利安秘学的影响。英格林派信徒则认为，他们的教义是对原始“俄罗斯精神文化”中已有思想的系统化整理，并认为它将成为拯救人类免于堕落的道路。

### 神学

鄂木斯克英格林派神学体系示意图：拉姆哈孕生英格利亚-英格利，英格利亚-英格利孕生罗德，从罗德派生出斯拉夫-雅利安人的四大分支。

施尼雷尔曼将英格林派神学描述为秘契主义，并引用亚历山大·希涅维奇本人的话，称其“既非一神论，又非多神论”，正如“早期祖先”——即希涅维奇所谓的“斯拉夫-雅利安人”——所信奉的信仰一样。英格林派的神学体系是一元论的：自然界所有的神祇及其所创造的存在，都被视为至高无上的宇宙之神所发散出的能量的不同体现。根据英格林派的资料，英格林派神学及斯拉夫信仰整体上可被定义为“rodotheism”，即对“氏族诸神的崇拜”。这一信仰将人类与宇宙的至高神联系在一起，而这位至高神被视为宇宙本身的始祖。

#### 至高神及其秩序
根据英格林派神学，英格利亚（Инглия），其人格化时被称为英格利（Ингли, Инглъ；比照日耳曼的英格维，其斯堪的纳维亚如尼字母由方形符号组成；比照日耳曼语后缀“-ing”，意为生成和创造的行为）。英格利亚被认为时宇宙和所有现象的结构秩序，其特点是作为由至高神——“一位不可分割的神”（Единый Неделимый Бог）——发出的火焰光辉。在英格林派术语中，这位至高神被称作拉姆哈（Ра-М-Ха）。拉姆哈是绝对的、无法知晓的、无法测度的，然而祂以神祇的形式显现，遵循至高秩序英格利亚生成所有现象。英格利亚被拟人化为英格利，即神的智慧、宇宙火源的守护者以及人类最初祖先罗德的典范。英格利-英格利亚的象征是卐字符，英格林派信徒称其为“英格利的形象”，并认为它是人类的第一个书写符号，同时也是“保卫祖国与神圣信仰”的象征。
除了在名称上与印度的梵、梵天和罗摩名字相似之外，拉姆哈还与古埃及的拉这一概念相关。拉还在另一个俄罗斯斯拉夫异教派系“宇宙之文”中占据核心地位。指出，英格林派的至高神拉姆哈的名字也与美国新纪元运动家杰西奈所宣称能够通灵的蓝慕沙相似。
一首拉姆哈的赞美诗写道：
伟大的拉姆哈，至高的创造者，您是赋予所有世界生命的源泉！我们在我们的寺庙和圣地，在我们的聚落和墓地，在我们的城市和村庄，在我们的圣林和橡树中，在我们神圣的河流和湖泊的岸边崇拜您，万物的创造者，从微小到宏大；因为神圣的英格利亚带给我们爱与喜悦的光芒，照亮我们的心灵和思想。愿我们的一切作为，均以您的荣耀为基，永恒不变，环环相扣。

一首英格利的赞美诗写道：
伟大的神英格利，神圣英格利亚的守护者！请您圣化并温暖我们的灵魂与心灵，我们的圣殿与家园，不要让我们的氏族无人庇护，愿您的庇佑永存，环环相续，世代不息。

#### 自然之神

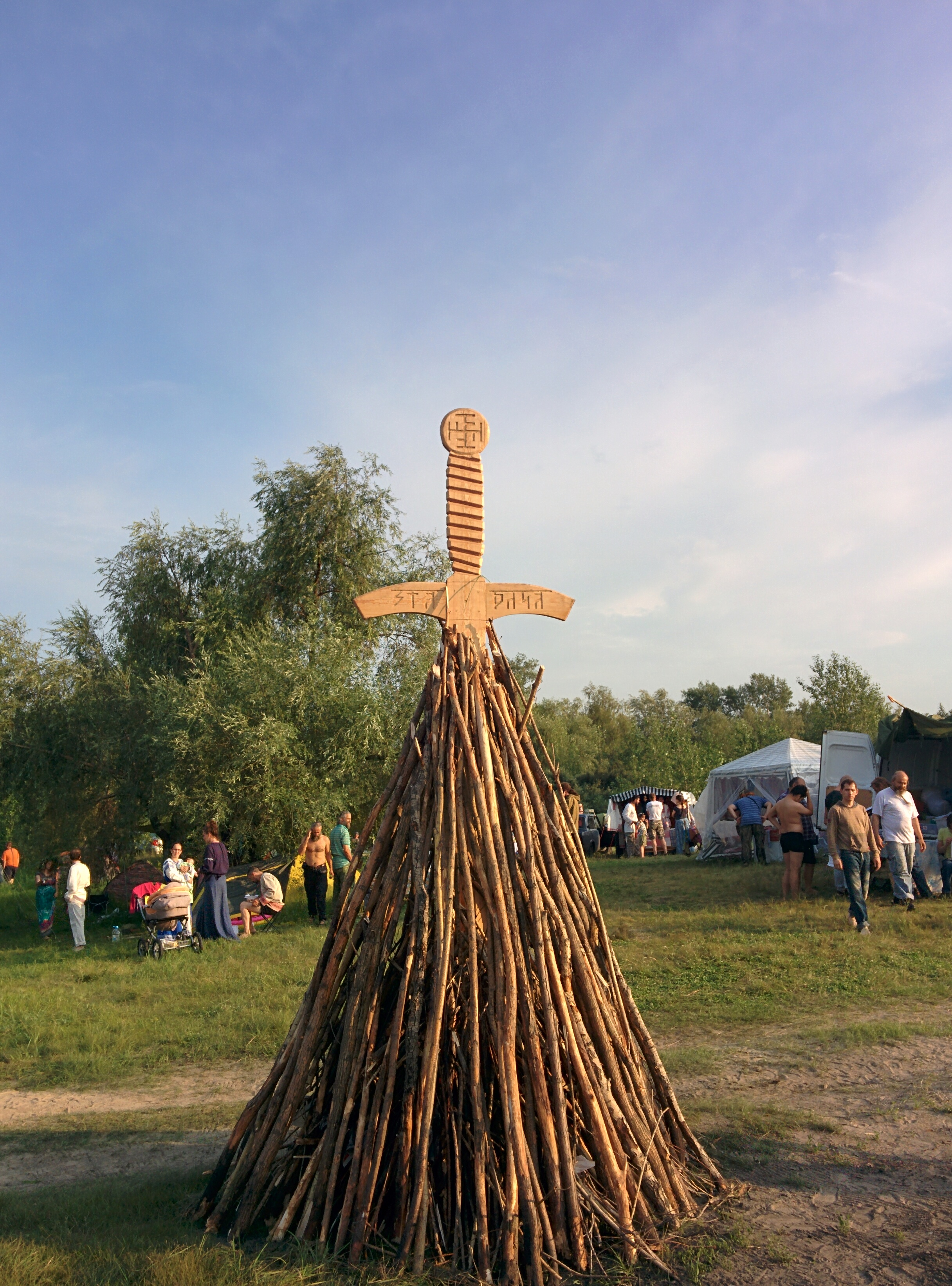
鄂木斯克的英格林派信徒位敬奉佩伦而准备的灌木祭剑，注意剑镡上的英格林符文。根据学者理查德·福尔茨所述，将剑插入石堆或灌木丛的仪式源自斯基泰人，旨在祭祀战神。甚至《不列颠记》中“石中剑”的故事也被认为是这一崇拜的回声——罗马人在公元一世纪将阿兰人（与“雅利安”为一音之转；为萨尔马提亚部落的一支）军团安置在不列颠，他们正是这一习俗的传播者。

在英格林神学中，在拉姆哈与英格利之下，地球（被英格林派信徒根据北欧神话的术语称为米德加尔德，即“中界”）是英格利能量得以显现的基质。在其中，存在着罗德——人类的原型，所有祖先的始祖——以及众多自然之神。这些神祇被描述为不可改变的信息化个体法则，祂们和谐地创造了宇宙中的各种生命形态，并支持它们按部就班的运行。祂们皆遵守至高神所创造的秩序（即英格利亚），但同时，在特定情况下，祂们也可能介入世间事物，引导人们沿着正道进行精神进化，前提是人们怀揣着真诚的创造力与爱。英格林派的一句格言是：“诸神是我们的父辈，我们是祂们的子嗣。”换句话说，神祇是一切存在的祖先与始祖。
英格林派将神祇分为四类：
1. “至高诸神”（Вышние Боги）：掌控宇宙最深层运行机制的神祇。
2. “护卫诸神”（Боги-Покровители）：庇佑天体、恒星、行星、地球、月球，以及“罗德”（“伟大种族”雅利安人类血脉的始祖）的神祇。
3. “统御诸神”（Боги-Управители）：掌控各种元素、欲望，以及地球上圣母的有序流动的神祇。
4. “守卫诸神”（Боги-Охранители）：影响地球上不同地理区域（如农田、森林，以及雅利安国家）的神祇。[56]

在至高诸神的神圣层级中，存在着以下神祇：毗湿奴（Вышень）、黑天（Крышень）、史瓦罗格（黄极之神），佩伦、因陀罗、西马格尔（天极、维利或室婆哩迦）之神，达日博格（太阳神），奇斯洛博格（伟大年岁与伟大时间之神），斯维亚托维特和拉姆哈特（年岁之神），日瓦和马列娜（生与死之神），维列斯（大地的守护神），莫科希和拉达（地球的不同方向），罗德和罗扎娜（人类的男性和女性始祖）。在神圣层级中，诸神通常以三头之人的形式出现，其中最主要的是史瓦罗格-佩伦-斯维亚托维特，象征“良知、自由与光明”。在太阳周期的层级上，英格利以八位神祇的形式显现，掌管一年的八个阶段：科利亚达、维列斯、莱利亚、雅利洛、库帕洛、佩伦、莫科希和马列娜。
在物质化的形态中，这些北极星界（尤其是室婆哩迦）的神祇，以人类祖先的身份运作，被称作“阿萨神族”（Асов）。根据英格林派的信仰，阿萨神族是斯拉夫-雅利安人四大支系（达雅利安人（Да'Арийцы）、哈雅利安人（Х'Арийцы）、拉森尼亚人（Расены）、圣罗斯人（Святорусы））的先祖。
“祖先-罗德”（Род-Породитель；亦可翻译为“血脉之祖”）是一切血统祖先的原型。在英格林派的信仰中，他与拉姆哈是一体的，并通过英格利显现自身。与拉姆哈一样，罗德也没有具体形象，但英格林派信徒通过由其名字的三种符文组成的拉姆哈的符号来祭拜他。罗德的庇护流经传统斯拉夫宇宙观的三界：普拉夫、雅夫、纳夫。
一首罗德的赞美诗写道：
伟大的始祖罗德！请聆听呼唤您的子孙！您是诸神与我们血脉的永恒源泉，因此，我们向您歌颂荣耀，日夜赞美您，如今亦然，世代相传，永无止息！

### 宇宙学

英格林派宇宙观中的四个维度及其生命循环的表现。

#### 普拉夫、雅夫、纳夫和斯拉夫
根据英格林派宇宙学，现实由三个维度组成，这与传统斯拉夫信仰的宇宙观相同：普拉夫（“正道”）、雅夫（Явь，“显现”）和纳夫（Навь，“未显现”）。然而，将英格林派从纳夫中分出了一部分，将其称为斯拉夫（Славь，“荣耀”）。普拉夫是超越性的、精神性的维度，属于遵守拉姆哈的正法的诸神；雅夫是物质世界，是一切存在之物具象化（显现）的维度；而纳夫则是灵魂与运动的维度，可分为光明纳夫（Светлый Навь）和黑暗纳夫（Темный Навь）其中，光明纳夫又称斯拉夫，它是有序的室婆哩迦，属于天界神祇的维度。而黑暗纳夫则是无序的深空维度，属于恶魔。在宇宙结构中，光明纳夫处于上方，黑暗纳夫位于下方，而雅夫则是两者之间的边界，并可能依据两种纳夫之一的发展模式演化。此外，普拉夫是精神性的、超心智的；纳夫（具体而言，其运动表现为天体星象的运动）若为黑暗，则仅为星体层面，若为光明，则间距星体与心智的特性；雅夫则是物理性的、现象性的维度。

#### 生命循环
根据英格林派的观点，人类的灵魂是永恒的，并经历循环过程。这个循环始于普拉夫，在其中灵魂与至高神的光辉合而为一。随后，它穿过纳夫、雅夫和斯拉夫等维度，在这个过程中，灵魂必须获得对黑暗的认知，以便客观地辨识光明，并按照斯拉夫的光明秩序发展自身，最终回归普拉夫。灵魂由吉娃（Джива；生命的女神母体）在普拉夫中以神的无限光辉创造而成。接着，灵魂从普拉夫中进入其“主宰之星”，即纳夫（尤其是斯拉夫即光明纳夫）的星体维度。然后，灵魂从纳夫化作一道光流，降临到雅夫的物质维度，在某个行星上投生，并在物质世界发展自我。其最终目的是升至斯拉夫的心智层面，并最终再次进入普拉夫。整个转世过程由女神卡尔娜掌握。
从普拉夫的生命母体中，灵魂携带能量和信息（一种“象征性结构”）穿越其他维度，以完成其轮回转世的历程。在雅夫的物质维度中，从普拉夫带来的知识与某一血统的罗德结合，后世是该家族血脉的始祖神祇，为灵魂提供与之兼容的肉体、环境以及从祖先血脉中继承的信息。借助这些条件，灵魂可以在其所处的环境中不断提升自我，但同时它也始终拥有自由意志，可以主动学得新能力，以朝向斯拉夫的光明境界发展。在雅夫的不同世界中不同转世，是为了在光明之道与黑暗之道中做出判断，并作为创造者，按照至高神的光明秩序行事，推动物质的升华。如果某一世的转世未能达成在雅夫中的目标，女神卡尔娜便会安排灵魂在同一世界中再次转世，直到目标得以实现。

### 历史哲学与末世论

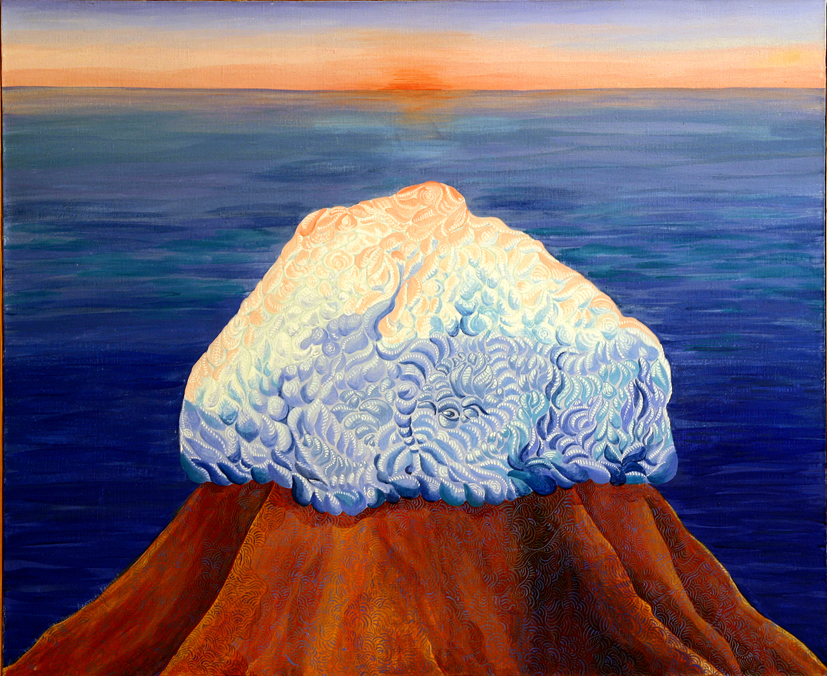
《圣石阿拉特里》，俄罗斯画家洛拉·隆利，2000年。

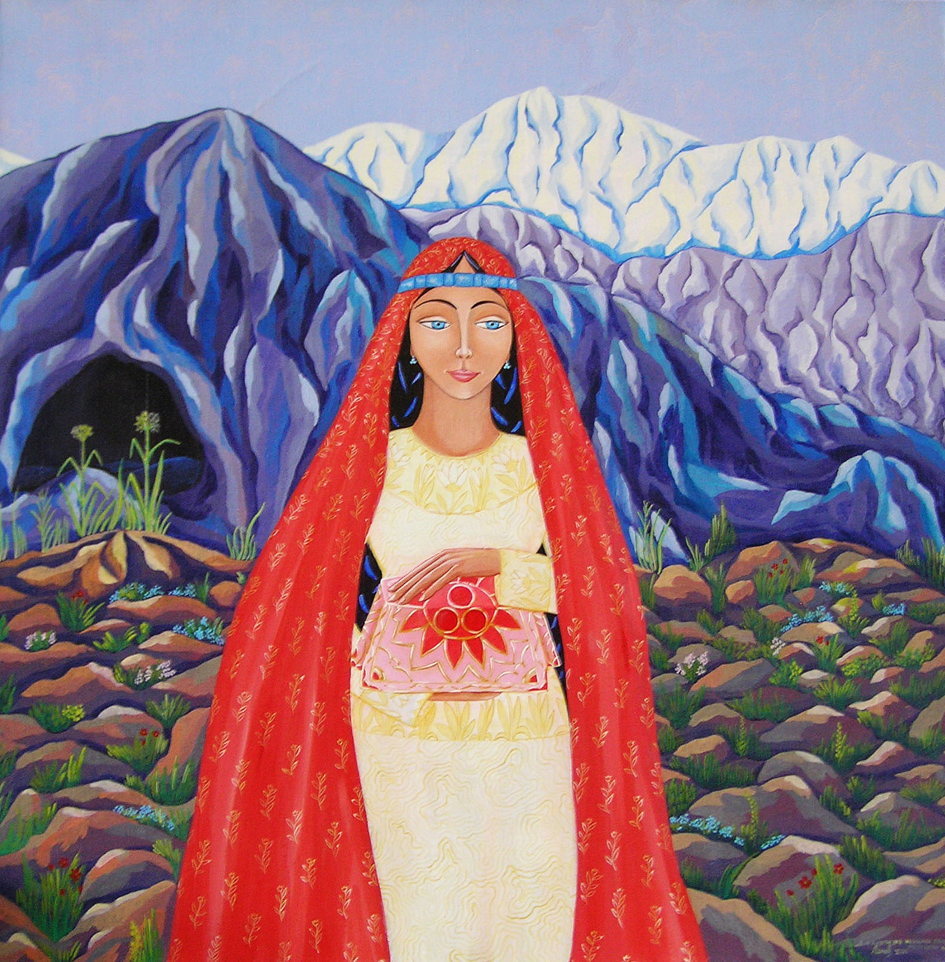
《来自白水国的女人》，洛拉·隆利，2000年。

英格林派信徒拒绝官方的历史叙事，认为其遭到了操控，主张应以他们的《斯拉夫-雅利安吠陀经》或“科什丘诺斯洛维雅”取而代之，后者是基于俄罗斯民间故事（科什丘尼）的历史记述。他们认为，“英格林”（指挪威和瑞典最早的王朝）意为“英格利的后裔”，而历史上的英格林王朝实际上是从鄂木斯克地区迁徙至斯堪的纳维亚的。鄂木斯克在他们的信仰体系中被视为早期雅利安人的精神中心。英格林派信徒主张，《关于英格林的传说》，即他们的俄文版的《英格林萨迦》（原始版本由斯诺里·斯蒂德吕松根据更古老的《英格林王朝列传》整理），证明了英格林王朝起源于鄂木斯克的观点。此外，他们还认为斯堪的纳维亚的《埃达》只是他们《斯拉夫-雅利安吠陀经》更晚近、西欧化、拉丁化的版本。
英格林派自称是雅利安人真正的灵性传统。在其理论中，“雅利安人”意为“和谐之人”，即那些遵守神之法则而生活，因此展现出光明的外貌特征和清晰思想的人。英格林派借鉴了神智学家海伦娜·布拉瓦茨基的学说，宣称不同人类种族实际上是不同的物种，起源自不同的星座。他们主张，英格林派是由“白人РАСА”（великая РАСА）带来的，并声称一词实际上是“阿萨之族，阿萨之国”（роды асов страны асов）的缩写。这一族群据称源自诸神，最初居住在大熊星座，后来在第三次宇宙战争期间（当时太阳系共有27颗行星）迁徙至地球（即米斯加尔德）。最初，他们生活在名为“达里雅”（Даария）的过度，该国度位于“北极大陆”（Арктида）。这群掌握至高智慧的白人向其他人类教授了文明的基础知识。然而，一场银河战争及一系列宇宙灾变后，北极的居民迁徙至亚特兰蒂斯，途中与希腊神话中的“许珀耳玻瑞亚人”和“前亚当人”混血融合。由于这些变迁，英格里教的信仰逐渐分裂，并被外来的迷信所扭曲，但它仍然是一切其他学说的根源。
白人最先殖民了米斯加德地球，而其他肤色的人类（红种人、黄种人、黑人、灰人、绿人）则是在约4万年前才出现的。英格林派的编年史始于末次冰期结束（约公元前13000年），或始于众神自“伊里”的天界圣殿降临，亦或是伊利的阿斯加德的建立。而最常用的纪年法则是从“星辰神庙创造世界”开始计算。这一事件据称是“斯拉夫-雅利安人”的王公阿苏尔（Асур）击败“大龙帝国”（即中国）的王公阿里姆（Арим），在公元前5508年签订和平条约。后来这一事件的原始含义被扭曲，最终被解释为“世界创造的日期”。
在对待吉普赛人的问题上，英格林派宣扬的观点与纳粹德国近似：其主张认为，吉普赛人是种族混合的产物，而在其种族框架下，种族混合是有害的。根据英格林派的说法，吉普赛人是“低等人类种族”（黑人和黄种人）与“灰人”（据称是犹太人的外星雌雄同体祖先）混合的结果。
在离开他们的原始故乡达里雅后，雅利安人迁徙并定居于今天广袤的亚欧大陆。在这一地区的历史遗存中，人们发现了最为丰富的卐字符符号，它广泛出现在建筑、武器以及日常工具的图案中。雅利安人将这片辽阔的土地称为“亚细亚”（意为“神祇化身之地”）或“拉森尼亚”（Рассеня）。据称，后者后来演变为“鲁塞尼亚”和“俄罗斯”。英格林派作家特列赫列博夫主张，亚欧大陆上的大多数古代民族，尽管在历史上有着不同的民族名称，实际上都是斯拉夫-雅利安人的分支。他还认为，“俄罗斯”及其相关词汇来源于雅利安词根，意为“光明”“光辉”与“圣洁”。
雅利安人建立文明中心的具体区域，在俄罗斯民间传说中被称为白水国。英格林派信徒认为，这一地区位于西伯利亚，并将其等同于藏传佛教中的香巴拉、斯堪的纳维亚的阿斯加德，以及《梨俱吠陀》中的河流之地。他们认为，《梨俱吠陀》中的河流即为：叶尼塞河与安加拉河、勒拿河、额尔齐斯河与鄂毕河，以及伊希姆河与托博尔河。这一地区还被称作五河之地（Пятиречье），当雅利安人的疆域拓展至伊希姆河和托博尔河后，它便得名七河之地（Семиречье）。雅利安人按照阿拉特里的模式建造城市和建筑，阿拉特里是斯拉夫神话中的圣石或圣山，象征世界中心或世界之轴。这一概念与英格利的象征（卐字符）相同，被认为能赋予人类意识以美德与智慧。鄂木斯克被认为是雅利安灵性文明的首都，称为“大阿斯加德”或“伊利的阿斯加德”，英格林派信徒相信，这里是全人类得救的起点。在鄂木斯克地区的奥库涅沃，曾存在一个重要的宗教中心。根据英格林派的信仰，原始雅利安知识即使在基督化时期也被秘密地代代相传，直至亚历山大·希涅维奇本人。
英格林派被视为重新聚集雅利安人，并使他们重新与自己的祖先相连，从而唤起他们原始纯净世界观的途径。英格林派提出了一种有关世界末日的末世论，预言世界终结之时，一位“大祭祀”和一位“大女祭司”将从鄂木斯克崛起，领导光明势力对抗黑暗势力，最终胜利并彻底消灭后者。这一末日预言在《佩伦智慧之书》中被如此描述：
……他将在一个纪年轮回中重生，而这将是黑暗势力统治的最后时代，遍及整个米德加德大地。光明势力无可阻挡的报应之火，将焚毁黑暗世界的仆从，以及那些异族敌人的后裔，他们用谎言与罪恶、懒惰与残忍、贪欲与纵欲、恐惧与自我怀疑填满了人类世界，并将这些无魂的虚无镌刻在他们的旗帜上。这将是黑暗世界异族敌人的终结之日。伟大种族的所有氏族以及天族的后裔，都将迎来黑暗时代的终结。

### 道德和种族

#### 九大法则

“天族”斯拉夫-雅利安民族的象征，其标志为卐字符，这四条臂代表该族群的四个分支，依据瞳色区分：灰色眼睛为达雅利安人，绿色眼睛为哈雅利安人，淡褐色眼睛为拉森尼亚人，蓝色眼睛为圣罗斯人。该符号常伴有一把指向下方的剑，置于卐字符之上，象征英格利原初之火的降临，以及斯拉夫-雅利安人的智慧。

英格林派的“九大法则”（Девять Великих Основ）构成其伦理准则，引导雅利安人及其后裔的命运之经纬朝向完美。类似于神智学的信仰，希涅维奇认为，不同的人类种族有着不同的星体起源。在英格林派中，唯有雅利安人（即白人）被视为室婆哩迦和光明纳夫中天神的后裔，而非雅利安的黑人则被认为是黑暗纳夫的后裔。白人与黑人的结合会产生邪恶的混血种，称为“灰人”，而亚伯拉罕诸教及其信徒群体本质上也被视为“灰人”。在部分英格林派文献中，“灰人”一词并非专指黑白混血，而是指原本存在于深空的雌雄同体恶魔，这些恶魔渗透了一部分非白人种族（包括黑人和黄种人）。在另一些版本的叙述中，“灰人”不仅试图影响非白人种族，还试图附身并腐化所有种族（包括白人、黑人、黄种人和红种人）。
亚历山大·希涅维奇强调，英格林派是一种专属于白人的宗教。在英格林派的信仰体系中，当光明纳夫的诸神降生于雅夫时，他们被称为阿萨。这些阿萨神族是所有雅利安人与斯拉夫人各氏族（天族）的祖先。斯拉夫-雅利安氏族被划分为四大血统，依据瞳色和血型细分如下：雅利安人被细分为灰色瞳孔、O型血的达雅利安人，绿色瞳孔、O型血与少数A型血的哈雅利安人；斯拉夫人被细分为淡褐色瞳孔、A型血和少数O型血的拉森尼亚人，蓝色瞳孔，A型血或O型血的圣罗斯人。英格林派认为，阿萨神族的目的是通过世代传承与轮回转世，不断传递灵性智慧，以促使灵魂不断完善与再创造，最终使其回归光明纳夫，并攀升至普拉夫。
九大法则为：
1. 奉献——投身于神圣经典、传统与祖先智慧的学习，并敬奉诸神。
2. 灵性——致力于理解并发展自身的精神层面。
3. 慈悲——关爱神所创造的一切生命。
4. 忏悔——维持身心和谐，从而获得内在的平和。
5. 宽容——尊重他人的自由，但不得违背神的正法。
6. 友谊——友善对待其他人类族群，但不得与违背神之正法的恶人为友。
7. 爱——热爱神所创造的一切生命，在人类社会中体现为对祖先的敬仰。
8. 试炼——追求考验，以培养灵性美德。
9. 融入——追寻并维护万物在自身境遇中的意义与目标。[1][74]

除了九大法则，英格林派还设有三十三条戒律，分别对应九大天神。
英格林派教会关注俄罗斯人及其他斯拉夫民族的健康，同时将家庭视为任何民族的基本单位，其价值观极为保守。他们强调，男性天生倾向于“公共”生活，追求精神修行；而女性则应在家庭的“私人”领域中实现自身价值，履行生育职责。芬兰学者卡里娜·艾塔穆尔托指出，该教会的社会体系为极端的父权制；英格林派提倡传统的家庭等级制度，由年长男性掌管家庭。教会的议事机构“为制会”被设想为长者（父亲们）的聚会，由他们共同决策。根据英格林派的教义，女性被认为与生育任务紧密相连，因此她们无法达到男性在智力和灵性上的成就；而男性天生更擅长抽象思维，这使他们在政治事务上占据天然优势。
英格林派对现代西方自由民主制持批判态度，并主张一种更接近古希腊民主制的理想治理模式。英格林派信徒认为，普选制度会导致不明智的决策，最终破坏社会稳定，因为大多数人并不具备智慧。在他们看来，现代自由民主制实际上是“最大少数派的独裁”，而古斯拉夫人的为制会和米尔则基于“协商一致的决策模式”。英格林派信徒提倡传统的俄罗斯沙皇专制制度（самодержавие），但将该词解释为“人民自治”，并声称这才是最高形式的“人民的真正意志”，最终应用一位智慧的统治者来体现并执行这一意志。

#### 教育和“有益的后代”
英格林教会认为，当代俄罗斯的绕口下降应被视为一种心理-生理遗传危机。这一观念由俄罗斯父母传给他们的后代，并受到后代成长环境的影响。在英格林教会的观念中，“血脉与家族的纯洁”被视为神圣戒律：种族混合、近亲性交、不以生殖为目的的“扭曲的”性行为，以及酗酒和吸毒作为源自“堕落的西方”的现代社会堕落现象而被严格禁止。种族混合（白人与黑人诞下混血“灰人”）将会导致“精神和智力的衰退”。作为应对方案，英格林教会提倡“创造有益的后代”（созидание благодетельного потомства），鼓励家庭生育最多十六个孩子，因为他们认为十六是理想的“完整后代循环”之数。
在更广泛的形而上学层面，英格林派将来自西方的全球化力量视为外来模式，认为它们渗透并腐蚀了斯拉夫文化的精神与语言。《斯拉夫-雅利安吠陀经》中的一段话这样宣告：
斯拉夫人和雅利安人不应崇拜外来偶像，不应为外人的水磨添水，不应将自己的心灵能量献给外来灵体！俄罗斯人不应亲手毁灭自己的斯拉夫与雅利安文化，仅仅因为接受了外来的伪文化！祖先自远古忠告我们：“……我们乃达日博格的子孙，不曾渴望步外国人之后尘。”
英格林派强调“健康的生活方式”，其中包括使用天然纯净的食物、保持责任感与清醒，但同样持有一些“与现代学术观点相去甚远的”人体生物学与遗传学理论。例如，英格林派信徒坚决谴责婚外性行为，他们认为一切“不自然的”生活方式都会缩短寿命。此外，他们还支持先父遗传理论，即：女性的基因会受到所有曾与其发生关系的男性的影响，且她的后代将遗传她所有伴侣的遗传特征。他们还相信，如果生活方式正确，女性在生育后会年轻三岁。关于先父遗传，亚历山大·希涅维奇曾教导道：
……女性的第一个伴侣会赋予她精神与血统的“族性印记”，因此，即便她之后嫁给了另一名男子，她的孩子在基因上仍然会更接近她的第一任伴侣。此外，人类本应拥有数百年的寿命，但由于不健康、不自然的生活方式，人们往往英年早逝。每一次婚外性行为都会缩短男性三年的寿命。
此外，英格林派还鼓吹对残疾儿童（“愚顽者”）的拒斥。根据英格林派的教义，斯拉夫人的祖先（与纳粹类似）认为残疾儿童是“自然的错误”，并主张“宁可不育，也不要生下愚顽者”，以免污染“家族遗传的纯净性和家族的力量”；教义中还称“斯拉夫人不能容忍愚顽者”。英格林派反对用健康人的资源来照顾残疾人。

## 习俗

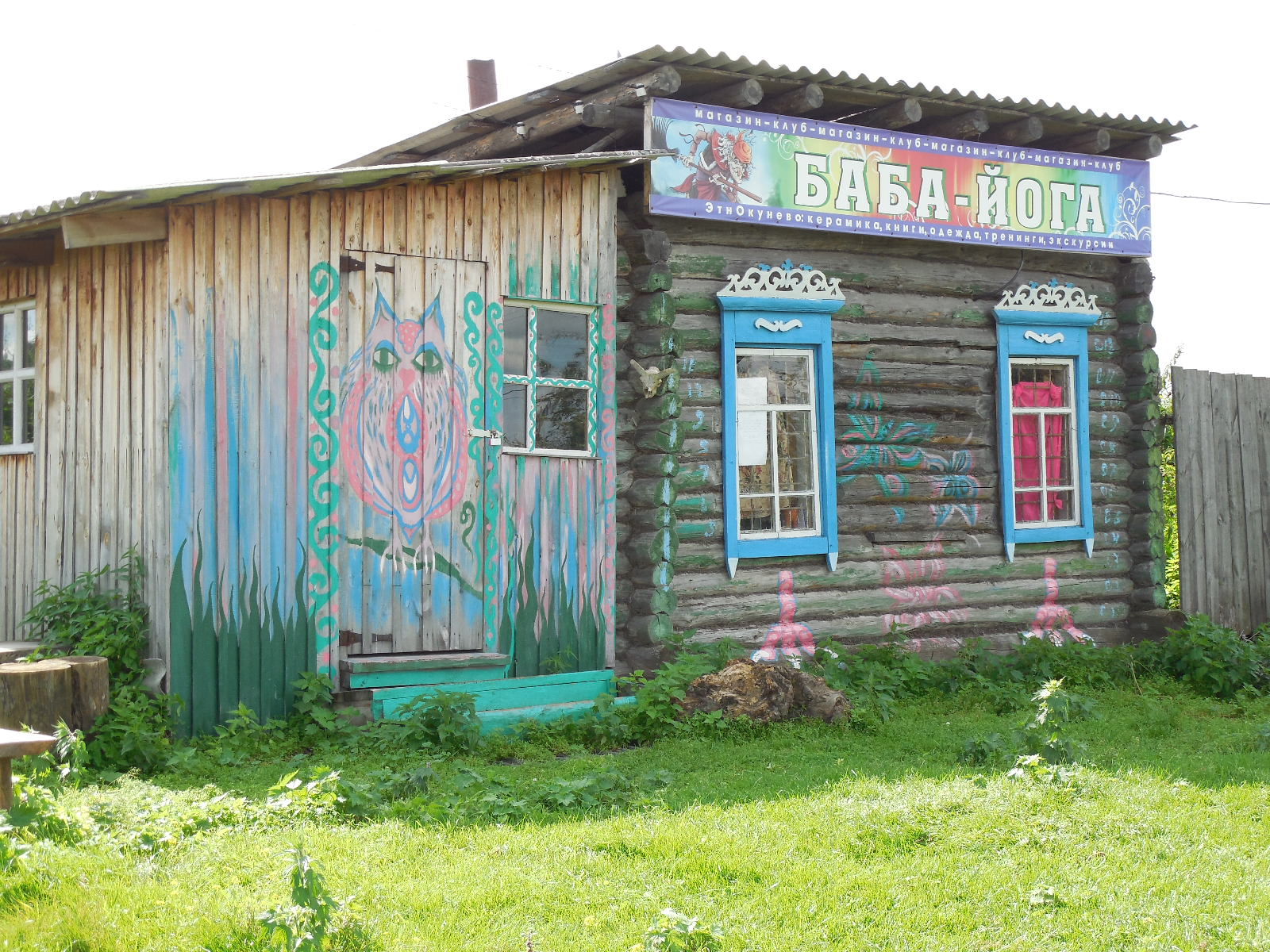
位于鄂木斯克奥库涅沃的芭芭雅嘎俱乐部。在英格林派中，芭芭雅嘎的原名为芭芭瑜伽，意为“女瑜伽士母神”。她是意为女神，象征女性瑜伽修行者。她们通过火祭仪式，将孤儿引领至雅利安诸神的信仰，培养他们称为祭祀和社群领袖。然而在基督教传入后，芭芭雅嘎的形象遭到妖魔化，被塑造成现代俄罗斯民间传说中吃小孩的老巫婆。

英格林派以积极劝诱改宗而闻名，主要通过“大规模销售”书籍、期刊和其他媒体进行传播。英格林派教徒推广《斯拉夫-雅利安吠陀经》的内容，教授所谓“雅利安数学”和古代语法，并传授养生技术。此外，他们还推广一种名为“斯拉夫-雅利安符文”的书写体系，据称《斯拉夫-雅利安吠陀经》的原始金属版便是以这种符文刻写的。

### 神职人员、寺庙和礼仪
学者阿列克谢·盖杜科夫指出，英格林派具有明确的等级制教会结构和崇拜体系。英格林派由“季神甫”领导；从1990年代至2020年代，季神甫由亚历山大·希涅维奇担任，他也被称为科洛夫拉特祭司。季神甫是教会的最高长老议会（Совет Старейшин）的首脑。任何神职人员（жрец）都可以被选为继任季神甫，但年龄不得低于21岁。在季神甫之下，教会的祭司系统分为五个等级：
1. 英格林祭司（Инглинг-священник），除季神甫之外职位最高的神职人员，负责执行神圣礼拜仪式。
2. 神庙祭司（храмовник），负责守护神庙，执行除神圣礼拜外的神庙职责。神庙祭司配备长剑与短匕首，象征其神庙守卫的身份。[96]
3. 巫师，负责在庙内或庙外执行圣礼仪式，但不执行神圣礼拜，也不承担神庙职责。
4. 游僧，负责协助神庙祭司和巫师完成神庙事务、圣礼仪式，同时巡游四方，承担传教任务。
5. 灵导师（духовник），仅负责执行净化仪式和入教仪式（如洗礼）。[96]所有神职人员均穿白色长袍，但佩戴不同颜色的披风与腰带以表明各自的等级。[96]

这种神职等级制度，以及神庙和教会社区的组织方式，在很大程度上模仿了东正教的结构。
与更倾向于在由木制神像（капь）和其他仪式元素组成的神坛内，或在林间空地及自然开放的圣地进行集体崇拜的其他斯拉夫新异教不同，英格林派强调崇拜应在围墙包围的庙宇内进行。英格林派信徒通过精心制定的仪式进行对神祇与祖先的崇拜，其仪式中的言辞风格与参与者的行为方式与东正教徒颇为相似。此外，仪式的执行、时间安排及祷告内容均受到严格规定；在一天中的特定时间，以及在从事某些行为的之前或之后（如开始工作前、入睡前等），都会进行仪式并诵念经文。祈祷被认为是向特定的神祇发出的能量振动，从而传送至某些星辰和星座，而这些星辰和星座即是神祇的身躯。斯拉夫-雅利安祈祷者的目标主要指向北天极——室婆哩迦。英格林派信徒每年夏季都会举行大规模的集会（为制会）。
所有的英格林派信徒都必须经历三重入教仪式，以加入组织并确定其在教会团体中的身份：即分别以水、火和灵进行的三次洗礼。水洗礼在9岁时进行，标志着加入教会团体；火洗礼在24岁时进行，以确认信徒在教会团体中的存在；灵洗礼则在36岁时进行（此年龄被视为个人完全成年的阶段），并获得神圣祝福，以建立新的家庭。英格林派的婚礼通常在科利雅达节所在的月份（十二月）与其同步进行。在神圣仪式中，英格林派信徒会使用一种独特的手势“神圣印记”（святое знамение），以“展现神圣信仰，重现佩伦曾赐福祖先的圣雷的光辉。”该手势的做法是：右手拇指、无名指和小指收起并拢，象征史瓦罗格-佩伦-斯维亚托维特三位一体的大神，同时也代表良知、自由与光明；食指和中指则并拢伸直，象征天界血脉（祖先谱系）及承接此血脉的母神。完成此手势后，信徒依次用这两根伸直的手指触碰额头、左眼、右眼，最后是嘴唇。

### 尤季主义

尤季主义对现实的具象表现。

尤季主义（юджизм；字面意义为“好生活”）指的是学习和实践正确的现实观，它是英格林派信徒所认同的“最早的祖先”雅利安人的特征和教导。学习尤季主义的基本要求是具备形象思维能力：英格林派信徒认为，图像传达的信息比声音和手势传达的要多得多，因此尤季运动强调符文，因为其能立即在头脑中生成图像。尤季主义的目标是感知和理解作为能量过程的现实：当一个人意识到这种能量过程时，尤季主义就成为了他的生活方式。
第一个符文是“英格利的形象”，也就是卐字符，同时它也是“尤季”（юдж）本身的代表，英格林派的资料将其与印度的瑜伽等同。“尤季”代表人类仪式的扩展，而这种扩展是由对现实能量运作方式的觉知所触发的。现实能量的运作遵循二元对立，即正向与负向的流动——或者更确切地说，是宇宙辐射“英格利”（Yngly）的两种流向：一种是天界的创造性—革新性能量流（ха），另一种是地界的保守性—重复性能量流（тха）。这两股能量流分别对应于卐（右旋）与卐（左旋）两种不同方向的卐字符号。英格林派信徒认为，和是古斯拉夫语中对这一二元概念的称呼中国哲学思想中的阴阳相对应。英格林派作者特列赫列博夫曾主张，斯拉夫-雅利安人正是通过遵循至高神的而在阴阳之间保持平衡的人群。
尤季主义的世界观以一种象征性图像加以表达：“一块由三头大象支撑的平坦大地，而大象本身则由一只在无限海洋中游动的巨龟托举。”其中，平坦大地象征着感知的二元结构，即和，这一二元性贯穿于一切对立概念，如“是-否”和“上-下”。三头大象代表着现实的三个维度——雅夫、纳夫和普拉夫，分别对应物质现实、思想现实（通过语言实现）和神秘现实，同时也象征存在的三种状态。而巨龟则象征尤季本身，即觉醒的意识，它从无边的海洋中汲取信息，而这片海洋正式至高神英格利亚无限的能量。
在进行尤季修行之前，英格林派信徒应向祖先诵念以下祷词：
祖先之神罗德，天界血脉的先祖们！请以神圣的信仰坚固我的内心，赐予我祖先的智慧——您的子孙后代。赐福您的子民以幸福与和平，愿此恩典从今往后，世世代代，永无止息。

#### 九重身体系统

人体的九大能量中心的象征。

根据英格林派的尤季体系，当宇宙能量塑造人体时，它沿着脊髓流动，并在各个能量中心（脉轮）聚集。英格林派信徒声称，这一概念源自古斯拉夫-雅利安人的世界观，后来被达摩宗教吸收简化。脊髓被视为能量的导体，具有两个极性：正极（+）位于右侧，从北极吸收天界能量流（ 卐），向下贯穿全身；负极（-）位于左侧，从南极吸收地界能量流（ 卐），向上贯穿全身。
在英格林派的尤季体系中，人体共有37个能量中心，其中九个是主要中心，负责接收宇宙能量，而其余28个则为次要中心，起到稳定和分配能量的作用。这九个主要能量中心可分为负责身体发展的下三脉轮，负责心智发展的中三脉轮，负责精神发展的上三脉轮。以下是九大能量中心（从上至下），以及它们对应的颜色和音频振动频率：
1. 水源，位于尾骨区域，接收从南极上升的物质性水能量和信息。其颜色为黑色，振动频率为低频次声波。
2. 胚芽，位于耻骨区域，负责孕育生命和分配能量。其颜色为红色，振动频率为Do。
3. 活力，位于腹部区域，分配能量用于身体成长。其颜色为橙色，振动频率为Re。
4. 胸腔，位于胸部区域，分配能量用于创造力。其颜色为黄色，振动频率为Mi。
5. 和谐，位于右肩，分配能量用于爱与善良，又称“太阳之息”。其颜色为绿色，振动频率为Fa。
6. ，位于左肩，分配能量用于直觉，又称“月亮之息”。其颜色为天蓝色，振动频率为Sol。
7. 口腔，位于咽喉区域，分配能量用于言语表达与思想传达。其颜色为蓝色，振动频率为La。
8. 额头，位于前额区域，分配能量用于形象思维与视觉感知。其颜色为紫色，振动频率为Si。
9. 源泉，位于颅顶区域，接收从北极下降的精神性火能量以及来自神祇与祖先的信息。其颜色为白色，振动频率为高频超声波。[109]

宇宙能量在人体的各个能量中心流动，并最终在心脏区域的一个点上汇聚。在此处，能量流的两极性——来自北极的右旋阳性火能量（ 卐）与来自南极的左旋阴性水能量（ 卐）——相互调和，统一后的能量展开成一个旋转的十字架，其象征英格林派的（“婚姻”）。这种能量流及所携带的信息也通过血液系统的通道进行传输。不同人种——黑人、红种人、灰人、黄种人和白人——由于血液能量通道的不同构造，在现实中的功能也有所不同，分别拥有六、九、十、十二和十六条通道，并以不同的形态排列。在混血灰人个体中，通常表现出阴性水能量对阳性火能量的主导性，这也是灰人的典型特征。由于能量通道的不稳定，宇宙能量的流动会受到干扰，从而导致灰人的退化性和自毁性的生理与心理缺陷。

#### 九重能量系统
根据英格林派的尤季体系，人体由九大脉轮构成。这些脉轮承载着宇宙能量流，并使人体在九个能量层面上存在。一种象征性的表现形式是俄罗斯套娃，由九个逐渐缩小的木偶相套而成。这九重能量体分为三大层次：三个位于雅夫，共同构成通常所称的“身体”（тело）；三个位于纳夫，共同构成通常所称的“灵魂”（душа）；三个位于普拉夫，共同构成通常所称的“精神”（дух）。
三个位于雅夫的能量体为：
1. “显现之体”（явное тело），最具物质性、最致密的身体。
2. “护卫之体”（защитное тело），包裹在物质身体周围的薄层，起到保护作用。
3. “度量之体”（мерное тело），包含前两者，并作为一种结构性的模具，使其得以维持形态与功能。[111]

三个位于纳夫的能量体为：
1. “星辰之体”（астральное тело），在星辰维度中存在的能量体，使个体能够在星际之间移动。
2. “心智之体”（ментальное тело），由思维意象构成的能量体，使个体能够在该维度中进行意识移动。
3. “因果之体”（каузальное тело），由个体所处的环境与关系塑造而成的能量体，在该维度中决定其存在的模式。[111]

三个位于普拉夫的能量体为：
1. “灵魂之体”（тело души），由吉娃创造的最高能量本质，存在于所有维度之中，尤其连接纳夫和普拉夫。
2. “形态之体”（тело формы），由天界诸神赋予的最高形态本质。
3. “精神之体”（тело духа），对应于个体与至高神之光的合一状态。[62][111]

### 历法

英格林派的科洛戈德，亦称阿拉特里 (斯拉夫神话)。 代表九个月份的符文应按逆时针方向阅读，起点是左上方的英格利卐字符，象征新年的开始。接下来的八个月对应于从英格利衍生的八位神祇，他们代表太阳的运行周期，并影响一年的八个阶段，这些月份应按顺时针方向阅读。

#### 克鲁戈列特和科洛戈德
英格林派提出了一种独特的时间划分结构，与其它的斯拉夫新异教不同。亚历山大·希涅维奇声称这是真正的斯拉夫立法，英格林派信徒据此安排日常生活和神圣仪式。该历法以144年作为一个大周期，称为克鲁戈列特（круголет），字面意为“循环飞行”，其神格化对应奇斯洛博格：每年从9月20日秋分开始，每年分为9个月，每个月40或41天，每周9天，每天16消失，每小时144分钟，且分钟还有更进一步的细分。在克鲁格列特中，16年为一个小周期，前15年每年365天，第16年为369天。每一年都有特定的名称和对应的动物（如“白狗年”“白山羊年”等等）。
根据英格林派的教义，克鲁戈列特（кологод，“年轮”）本身是至高神秩序的体现，即其主动显现——英格利。每个月份的名字可以写作两个英格林符文的组合。第一个符文代表基本的印欧语语音，体现月份的自然特性，可能是以下之一：；第二个符文始终是，意为“年”和“夏季”，象征各个月份作为一年的各个阶段，最终在夏季达到成熟。唯一的例外是第一个月份“拉姆哈季”（Рамхатъ）。其名称指向拉姆哈的秩序化行动，即英格利本身；其第一符文为类似卐字符的符号，象征秩序的开启，并延续至整个年度。
| 月份             | 英格林符文 | 含义 | 对应拉丁月份 |
| ---------------- | ---------- | --- | ------------ |
| 拉姆哈季 Рамхатъ |            | 拉姆哈季不仅代表年度的第一个月份，同时也象征着全年整体的神圣原则。它对应于拉姆哈——那位启动并维持新的年度循环的存在。其另一个符文是卐字符，即英格利的标志，代表至高神的炽烈行动，其能量遍布整个宇宙，推动时间与秩序的运转。 | 九月—十月    |
| 艾列季 Айлетъ    |            | 艾列季是新赠礼之月。其第一符文Ай代表繁荣、满载的丰收篮，寓意物质与精神的富足。该月被视为吉祥之潮，适合举办婚礼、开始新建工程、进行丰收。                                                                                   | 十一月       |
| 贝列季 Бэйлетъ   |            | 贝列季是白光与平和之月，象征着纯洁的神圣光辉、荣耀与灵魂的安息。 | 十二月       |
| 盖列季 Гэйлетъ   |            | 盖列季是暴风雪与严寒之月。 | 一月—二月    |
| 代列季 Дайлетъ   |            | 代列季是自然复苏之月；动植物苏醒并逐渐壮大。 | 三月         |
| 埃列季 Элетъ     |            | 埃列季是播种之月，这也是符文最重要的含义。其不仅是指将种子播撒在土壤中，也意味着将言语播撒在人们心中。因此，这是为人取名或重新命名的月份，使他们得以重生。                                                                 | 四月         |
| 韦列季 Вэйлетъ   |            | 韦列季是风之月。符文象征着飞行与吹拂的风。在这个月里，风神斯特里博格及其子嗣最为活跃。 | 五月—六月    |
| 黑列季 Хейлетъ   |            | 黑列季是接受自然馈赠的月份。符文象征着积极的力量。在埃列季播种、在韦列季生长的食物，最终将在黑列季收获。 | 七月         |
| 泰列季 Тайлетъ   |            | 泰列季是一年的完成之月、神圣创造之月，也是盛夏之月。符文意为顶点、极限、事物的终结（正如同音的汉字；以及像“泰加”这样的词，字面意为“道路的尽头”）。                                                                         | 八月         |

#### 假期
英格林派信徒在一年中尊奉八个节日。它们按照年度循环排列，并在象征意义上被认作阿拉特里。这些节日对应着英格林派的八位神祇（或八条法则），它们通过太阳的循环展现出来。这些节日被称作“门槛”（порог），标志一年中不同阶段的开始。每位神祇在进入新的阶段前两周就开始影响自然，在“进入节日”的两周里，英格林派信徒会通过净化身心来做好准备。此外，年度循环还分为更大的阶段：从科利雅达节到库帕洛节是男性力量勃发的时期，而从莱利亚节到莫科希节则是女性力量盛开的阶段。佩伦节的门槛标志着一切力量的沉寂，而随后的玛拉节则对自然界的两极力量均不利。每个节日及其开启的时期都有相应的仪式，以便保持与年度循环的和谐。英格里教徒认为，如果一个人行为不当，即未遵循与自然节律相协调的仪式（ряд），他的生物节律、与祖先的联系及生命循环都会被打乱，导致身体健康受损，甚至加速衰老。
| 节日     | 含义 | 时期          |
| -------- | --- | ------------- |
| 科利雅达 | 冬至。这一“门槛”标志着新年螺旋的起点，以及太阳的诞生。万物都有机会以净化后的形态重生，各种力量也已经准备好扩展为新的创造。祖先会指导人们如何规划新的一年。 | 十二月        |
| 韦莱斯   | 韦莱斯是冥界之神，也是野生动植物与肥沃土壤之神，万物的新生皆源于这片土壤。韦莱斯的“门槛”标志着这样一个时期：人们应思考如何与自然法则和资源协调互动，以实现自己的计划与目标。 | 二月          |
| 莱利雅   | 春分。莱利雅的“门槛”标志着一个时期的开始，在这一阶段，男性与女性的力量达到完美的平衡，爱意萌发，二者开始相互交换能量。男人与女人围圈起舞，男性顺时针、女性逆时针旋转，以便彼此对视；据说能量通过眼神与双手传递。这也是将计划具体化、落于现实的阶段。 | 三月—四月     |
| 雅里洛   | 雅里洛的“门槛”标志着力量猛烈迸发（яриться）的阶段。在自然界中，万物开始蓬勃生长。这是尽情欢乐、游戏与宴会的最佳时机，也是灵感与创造力大放异彩的时期。 | 五月—六月中旬 |
| 库帕洛   | 夏至。这一“门槛”象征着太阳达到最辉煌的阶段，男女两性的力量也都达到巅峰。它标志着一个新阶段的开始——在这一时期，孕育健康子嗣的可能性最高。 | 六月中旬—七月 |
| 佩伦     | 这一“门槛”标志着男性全面成熟的时刻，同时也意味着男性力量开始走向衰退，而女性则正值盛放之期。在佩伦节这一天，男子展示他们的武艺与技艺，随后则投身于沉思、狩猎与垂钓之中。同一天，男孩们会通过一种仪式完成从男孩到男人的转变。 | 八月          |
| 莫科希   | 秋分。莫科希是命运女神。这一“门槛”标志着一个内省的阶段，因为一年的旅程即将结束。人们反思自己在这一年中所做的行为，以便在来年获得转变。莫科希节的庆典包括一个仪式：人们取一把土，默念一件行为，无论善恶，然后将其还归大地，堆成一个隆起的土圈；接着在土圈中点燃“命运之火”或蜡烛，以净化整年的行为。另一种具有相同意义的仪式是：将一根线系在树枝上，然后绕树而行，男人顺时针、女人逆时针，边走边扭转成螺旋，同时高声喊出自己在这一年中的经历。 | 九月—十月     |
| 玛拉     | 这一“门槛”标志着太阳的死亡，以及冥界女神——始母马列娜的胜利。在这一阶段，敏感之人往往容易感到抑郁。然而，万物的死只是肉体的终结，思维仍在运转，并在专注中孕育来年的重生。因此，这一阶段被视为有利于学习与领悟神圣智慧的时期。 | 十一月        |

### 象征主义和数秘术

英格利之星。

卐字符（梵语名称意为“吉祥如意”）在英格林派中是一个极为重要的符号。在英格林派的象征体系中，卐字有50种变体，在阿列克谢·特列赫列博夫的体系中则有12种。在英格林派的教义中，它代表“英格利亚”，即使万物充满生机并赋予秩序的火焰，其人格化形象被称为“英格利”。因此，这一符号也被称为“英格利的形象”，被视为人类最早的书写符号，是斯拉夫-雅利安人的首要象征，以及他们守护自身土地与信仰的标志。它的诸多变体象征着根据英格利的秩序所生成的各种生命形态——包括行星诸神的运转模式、地球上的天气现象、生灵的不同类别，等等。
除了卐字符之外，英格林派的另一个重要标志是九芒星“英格林之星”。在民间传统中也被称为（“守护者”的符号）或“待命之母”（мати-готка），象征已准备号接受神圣力量安排的物质。在这个九芒星的中心，英格利亚常常被描绘为一个卐字符、雷霆（代表佩伦）或一把剑的形象。“英格利之星”同时也象征着达到和谐状态的人类（即雅利安人）。星中三角形的交织代表斯拉夫传统宇宙观中的三个世界：普拉夫、雅夫和纳夫，以及这三个世界中“三位一体”之神的显现；在人的层面上，也象征精神、身体与灵魂的三重统一。环绕三角形的圆圈代表英格利亚本身，也象征通过英格利的认知而觉醒的人类意识；而圆圈之外的无垠空间则象征神的无限潜能。此外，这三个三角还象征大地、水与火三种元素，圆圈代表空气，而圆圈之外的无限空间则象征无尽的天界（室婆哩迦）。
尽管斯拉夫新异教通常排斥将数字视为抽象概念而脱离现实世界的数秘术和中世纪魔法，但如果数字与现实世界中的事物建立象征性的联系，并通过这些事物显现，则此类实践是被接受的。而英格林派则是中的斯拉夫新异教教派中，对数字象征体系最为系统化的一个。英格林派中较为重要的象征数字包括：数字3，象征三位一体的神祇，尤其是史瓦罗格、佩伦和斯维亚托维特；数字8，是4的二倍，象征一年四季和空间的四个水平分区，同时也包括它们各自的四个中间部分；数字33，代表天界诸神的诫命数量；数字108，象征所有可能的罪行总数。此外，某些数字与时间的划分紧密相关：数字9，象征英格林历法中的九个月，以及英格林一周的九天；数字16，象征英格林一天的十六小时；数字40，象征英格林历法中每个偶数月的40天；数字144，代表英格林历法中一小时的分钟数，同时也对应英格林历法中大周期的年数；数字369，象征一年中的总天数。

## 社会学

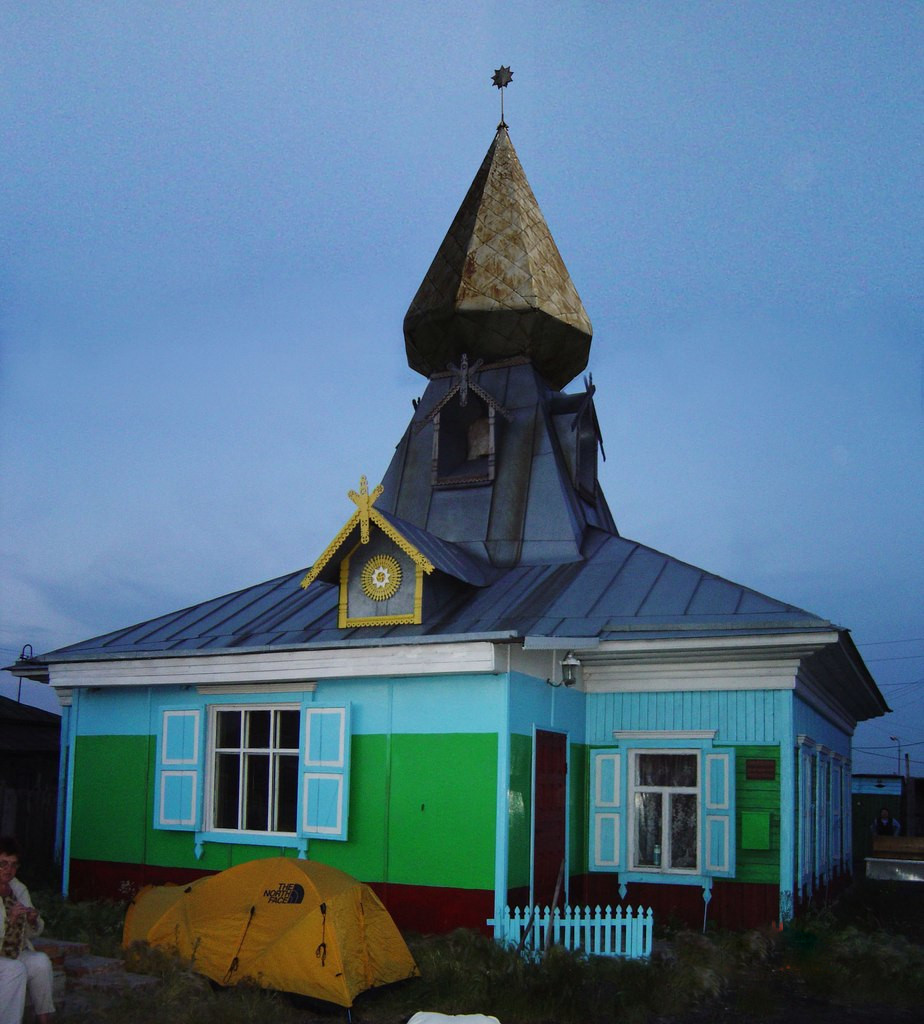
佩伦智慧神殿，英格林派位于鄂木斯克总部的一部分。该神殿在2004年曾呈现出庄严的面貌，但同年9月16日遭遇纵火焚毁。随后，它在2010年代得以重建。

### 对基督教的态度
与其他秘契主义学派一样，英格林派对基督教持有矛盾的态度：一方面，它将耶稣视为一位重要的先知——一位“伟大的游历者”（великий путник）；另一方面，它指责基督教会扭曲了耶稣的原始教义，并认为这些教义实际上保存在秘经文献中。英格林教会出版的《日瓦-星辰》期刊曾刊载诺斯底主义经典，这些经典在俄罗斯民族主义者中颇受欢迎。更具体地说，英格林派信徒认为耶稣是双鱼座的化身，而大数的保罗所确立的“保罗主义”应为基督教义的腐化负责。此外，英格林派信徒还主张，早期斯拉夫的祭司早已知晓至高神与三位一体的概念，而基督教后来只是借鉴了这些思想。与其他斯拉夫异教派系相似，英格林派最终将基督教视为一种反民族的国际阴谋，旨在使人类，尤其是斯拉夫民族（特别是俄罗斯人）堕落并沦为其奴隶。他们相信，基督教是犹太人（被他们认为是邪恶的“灰人”中的统治精英）刻意发明的一种“极为高效的意识形态武器”，其最终目标是奴役整个世界。

### 与政党的联系
卡里娜·艾塔穆尔托认为，相比其他斯拉夫新异教派系，英格林派的政治目标导向性较弱。据维克托·施尼雷尔曼所述，亚历山大·希涅维奇在1990年至1993年间曾积极从事英格林派思想的政治传播，但随后便退出政治，转而专注于该运动的神秘主义发展。2001年，鄂木斯克国立大学神学与世界文化系的俄罗斯宗教学者弗拉基米尔·鲍里索维奇·雅申撰文指出，英格林派与极右翼政治组织、亚历山大·巴尔卡绍夫领导的俄罗斯民族团结鄂木斯克地区分支有着密切联系，该组织成员曾负责英格林派大型集会的安全与秩序维护。另一方面，在2010年代初期，非英格林派的俄罗斯斯拉夫新异教领袖尼古拉·斯佩兰斯基将希涅维奇归类为斯拉夫新异教的左翼代表之一，尽管他也承认，希涅维奇当时已将其大部分活动置于政治之外。

### 司法起诉
英格林派与当局的紧张关系始于1997年，当时有人投诉其使用类似卐字符的宗教符号，并指控其宣扬极端民族主义。几年后的2004年，鄂木斯克地区法院裁定，英格林派总部——即“白水阿斯加德之国精神管理局”属于极端主义组织，并予以取缔。:entries 4, 5, 6该裁决在同年被上诉至俄罗斯最高法院，但最终维持原判。当局对其定罪的主要理由仍旧是使用卐字符，以及其教义中关于跨种族通婚危害的宣扬。此外，亚历山大·希涅维奇本人在2008—2009年间也因非法重组教会并继续传播教义，被鄂木斯克地方法院根据《俄罗斯联邦刑法典》第282条（煽动仇恨或敌意以及侮辱人的尊严）起诉。最终，法院于2009年6月11日判处其一年半监禁，缓刑两年。
2008年，阿迪格共和国的一支地方英格林派组织被迈科普地方法院起诉；:entry 26随后在2015年，斯塔夫罗波尔边疆区的一支英格林派组织也被斯塔夫罗波尔地区法院起诉。:entry 45同年（2015年），英格林派的圣典《斯拉夫-雅利安吠陀经》被鄂木斯克地区法院裁定为极端主义书籍。这一裁决后来被上诉，但最终于2016年被鄂木斯克地区法院确定。:entry 3353

### 人口统计
尽管遭到起诉，英格林派依然以未注册宗教运动的形式继续活动，并在俄罗斯所有联邦主体及多个海外国家扩展其影响力。亚历山大·希涅维奇本人更是在2011年恢复了大规模的布道活动。据学者弗拉基米尔·B·雅申所言，当局根本无法将英格林派从公共生活中彻底清除，因为早在2001年，仅鄂木斯克一地的英格林派信徒就已达到约3000人。到了2009年，这一数字增长至13000人。与此同时，在2001—2009年间，英格林派阿斯加德总部的常住居民数量也从500人增至600人。2016年，学者卡里娜·艾塔穆尔托指出，英格林派“显然拥有大量信徒”。同年，叶连娜·戈洛夫涅娃亦观察到，英格林派的思想甚至在非英格林派的斯拉夫新异教信徒中也不算边缘观念。
据雅申所述，英格林派在遭受司法打击后反而变得更加强大，逐步演变成一个去中心化的存在——一个由数十个组织组成的运动。这些组织不仅遍布俄罗斯各个地区（尤其是克拉斯诺达尔、车里雅宾斯克、秋明及莫斯科），还扩展至乌克兰、德国以及捷克。鄂木斯克地方法院法官V·A·马特钦在2009年的报告中指出，英格林派已经在爱沙尼亚、拉脱维亚和立陶宛建立了社区，并且在美国和加拿大也有信众。此外，雅申还指出，英格林派与主流斯拉夫新异教在俄罗斯南部的北高加索地区吸引了大量信徒。这主要是因为，当地的斯拉夫人认为英格林派和斯拉夫新异教代表着他们的文化认同，而这种文化认同正与该地区的伊斯兰文化处于对抗之中。
戈洛夫涅娃的研究表明，英格林派社区的活动资金主要由信徒自行筹集，同时还收到两家商业组织的资助。它们分别名为“阿斯加德”和“伊里”，主要从事建筑和咨询业务。她发现，在鄂木斯克的英格林派信徒中，有许多青少年和年轻人，包括本科生和研究生。他们被描述为“现代人，但对过去的精神世界怀有极大的敬意”。一位英格林派信徒表示，该运动的教义对“整个社会的各个阶层”都颇具吸引力，其中包括“涉世未深的年轻人、官僚、商人以及军人”。他还补充道，这些人在英格林派内部找到了“正常且和谐的相互关系”。

## 流行文化
英格林派的教义在2023年被YouTube频道“巴吉洛夫教授”的伪科学讲座所恶搞（该频道中的“教授、四重历史学家阿列克谢·谢尔盖耶维奇·巴吉洛夫”是通过人工神经网络生成的）。在这些视频中，“古罗斯人源自萝卜，与蜥蜴人为战”，而奥伦堡则“建立在一只咆哮的棕熊之上”。这场网络恶搞引发了一波关于“斯拉夫-罗斯人与蜥蜴爬行动物之间战争”的网络迷因，其热度甚至蔓延到新闻网站Lenta.ru和《马克西姆》杂志及其他媒体。
在其中一段视频中，“巴吉罗夫教授”“揭露”数学，并提到一位伪科学人士、技术科学候选人尤里·雷布尼科夫，称其为自己的同行。雷布尼科夫因其接近英格林派的理论而在2015年成名，他曾在俄罗斯“第一教育”电视台上声称学校教授的是“伪数学”，并认为世界上最早的计数系统是“古罗斯人”发明的。雷布尼科夫的理论成为大量网络恶搞的对象（例如“古代疯子的计数法”）。他在2021年春天再度走红，因为网上流传着他在视频中的一句话——“Это база”（“这是基础”），该表达随后成为一个迷因，并被用于形容各种荒谬的伪科学理论。
围绕“罗斯人与蜥蜴人”的迷因传播，也进一步推动了2023年推出的电子游戏《俄罗斯人对蜥蜴人》及其模仿作品的流行。

### 引用
1. 1 2 3 4 5 6 7 8 9 10 11 12 13 14 15 16 17 18   [Ynglism – the ancient faith of the Slavic and Aryan peoples]. Derzhava Rus. 2014-03-24. （原始内容存档于2017-06-27）.
2. 1 2 3 4   [Ynglism – lesson 1]. Derzhava Rus. 2014-02-28. （原始内容存档于2017-06-26）.
3. 1 2 3 4 5 6  Golovneva 2018，第341頁.
4. 1 2 3 4   [Slavic symbols]. Derzhava Rus. 2014-03-21. （原始内容存档于2017-06-21）.
5. 1 2 3  Saunders 2019，第566頁.
6. ↑  Golovneva 2018，第340頁; Saunders 2019，第566頁.
7. 1 2  Gaidukov 2000，第33頁; Matytsin 2009，passim; Aitamurto 2016，第50頁; Skrylnikov 2016，passim.
8. 1 2 3 4 5  Matytsin 2009，passim.
9. ↑  Matytsin 2009，passim; Golovneva 2018，第341頁.
10. 1 2  Gaidukov 2000，第33, 42, 141–142頁; Aitamurto 2007，passim; Aitamurto 2016，第51頁.
11. ↑  Aitamurto 2007，passim; Golovneva 2018，第340–341頁.
12. 1 2  Aitamurto 2016，第51頁; Gaidukov 2016，第40頁; Skrylnikov 2016，passim; Prokopyuk 2017，第45頁; Golovneva 2018，第340頁.
13. ↑  Matytsin 2009，passim; Aitamurto 2016，第51頁; Golovneva 2018，第341頁.
14. ↑  Matytsin 2009，passim; Maltsev 2015，passim.
15. ↑  Aitamurto 2016，第50頁; Yashin 2016，第39頁.
16. ↑  Aitamurto 2016，第50頁; Shnirelman 2017b，第89頁.
17. 1 2 3 4  Aitamurto 2016，第50頁.
18. 1 2 3 4 5   [Ra-M-Kha]. Derzhava Rus. 2014-03-25. （原始内容存档于2017-06-26）.
19. ↑  Aitamurto 2016，第50–51頁.
20. 1 2 3 4 5 6 7 8   [Belovodye – the ancestral home of the Aryans and the Slavs]. Derzhava Rus. 2014-03-19. （原始内容存档于2017-07-03）.
21. 1 2  Gaidukov 2000，第85頁.
22. 1 2  Shnirelman 2017b，第89頁.
23. ↑  Matytsin 2009，passim; Shnirelman 2017b，第89頁; Golovneva 2018，第341頁.
24. 1 2 3 4 5 6 7 8 9 10  Shnirelman 2017b，第90頁.
25. 1 2  Maltsev 2015，passim; Yashin 2016，第39頁; Shnirelman 2017b，第91頁; Golovneva 2018，第341頁.
26. 1 2  Prokopyuk 2017，第40頁.
27. 1 2 3  Shnirelman 2017a，第97頁.
28. 1 2  Gaidukov 2000，第33頁.
29. ↑  Golovneva 2018，第341–342頁.
30. ↑  Prokopyuk 2017，第38頁; Kutarev 2017，第67頁.
31. ↑  Kutarev 2017，第67頁.
32. ↑  Yashin 2016，第40頁; Prokopyuk 2017，第32頁; Golikov 2019，第182頁.
33. ↑  Kocheganova 2020，第248頁.
34. ↑  Gaidukov 2000，第29頁.
35. ↑  Kocheganova 2020，第248–249頁.
36. ↑  Aitamurto 2007，passim; Aitamurto 2016，第50頁.
37. ↑  Prokopyuk 2017，第32頁.
38. ↑   [Dacian Santies]. Derzhava Rus. 2014-04-22. （原始内容存档于2020-02-20）.
39. 1 2 3 4 5  List of the Slavo-Aryan Vedas as it appeared on their official Russian website as of 27 June 2017.
40. 1 2 3 4  Golovneva 2018，第342頁.
41. 1 2 3 4 5 6  Shnirelman 2017a，第98頁.
42. ↑  Prokopyuk 2017，第41頁; Golovneva 2018，第341頁.
43. ↑  Aitamurto 2016，第51頁; Prokopyuk 2017，第41頁.
44. 1 2 3 4 5 6  Aitamurto 2016，第51頁.
45. 1 2  Prokopyuk 2017，第41頁.
46. ↑  Aitamurto 2007，passim; Golovneva 2018，第342頁.
47. ↑  Aitamurto 2007，passim.
48. ↑   [Rodotheism – the veneration of the Kin]. Derzhava Rus. 2014-03-09. （原始内容存档于2017-07-03）.
49. ↑  Prokopyuk 2017，第40頁; Golovneva 2018，第341頁.
50. ↑  Gaidukov 2000，第78頁.
51. 1 2   [God Yngly]. Derzhava Rus. 2014-03-25. （原始内容存档于2017-06-26）.
52. ↑  Aitamurto 2016，第41頁.
53. ↑  Gaidukov 2000，第75頁.
54. ↑  Foltz 2019，第315, note 1頁.
55. ↑  Foltz 2019，第319頁.
56. 1 2 3 4 5 6   [Our gods]. Derzhava Rus. （原始内容存档于2017-06-26）.
57. ↑  Gaidukov 2000，第74, 99, 134頁.
58. 1 2 3 4 5 6 7 8 9 10 11 12 13 14 15 16 17 18   [Year's wheel – accordance with nature]. Derzhava Rus. 2014-05-06. （原始内容存档于2017-07-01）.
59. 1 2 3 4 5   [Great Race – the ancestors of the Slavs]. Derzhava Rus. 2014-07-15. （原始内容存档于2021-03-06）.
60. 1 2 3 4   [Rod-Forefather]. Derzhava Rus. 2014-03-25. （原始内容存档于2017-06-26）.
61. 1 2 3 4 5 6   [Yav, Nav, Slav, Prav]. Derzhava Rus. 2013-12-09. （原始内容存档于2017-06-26）.
62. 1 2 3 4 5 6   [The soul and the cycle of the absolute]. Derzhava Rus. 2014-05-29. （原始内容存档于2021-03-06）.
63. ↑  Aitamurto 2016，第105頁.
64. ↑  Яшин 2001.
65. 1 2 3 4   [Great Race – the ancestors of the Slavs]. Derzhava Rus. 2014-07-15. （原始内容存档于2021-03-06）.
66. 1 2 3  Gaidukov 2000，第127頁.
67. ↑  Цыгане (цегане) — безпутные （页面存档备份，存于）. Держава Русь.
68. ↑  Gaidukov 2000，第84頁.
69. ↑  Yashin 2016，第39頁; Golovneva 2018，第342–343頁.
70. ↑  Golovneva 2018，第342–343頁; Shevtsova 2020，passim, note 8.
71. ↑  Yashin 2016，第39–40頁.
72. 1 2 3   [Energetic system of the blood (blood groups)]. Derzhava Rus. 2014-09-25. （原始内容存档于2021-03-04）.
73. 1 2  Shnirelman 2017b，第91頁.
74. ↑  Prokopyuk 2017，第40–41頁.
75. ↑   [Commandments of the gods]. Derzhava Rus. April 2014. （原始内容存档于2021-03-04）.
76. ↑  Aitamurto 2016，第88–89頁; Golovneva 2018，第343頁.
77. ↑  Aitamurto 2016，第86頁.
78. 1 2 3  Aitamurto 2008，第4頁.
79. 1 2 3 4  Aitamurto 2008，第5頁.
80. ↑  Aitamurto 2016，第88頁.
81. ↑  Aitamurto 2016，第86, 88–89頁; Golovneva 2018，第343頁.
82. ↑  Aitamurto 2016，第88–89頁.
83. 1 2  Aitamurto 2016，第99頁.
84. 1 2  Golovneva 2018，第343頁.
85. ↑  Prokopyuk 2017，第40–41頁; Golovneva 2018，第343頁.
86. ↑  Aitamurto 2016，第181頁.
87. ↑  Отношение к юродивым на Руси （页面存档备份，存于）. Держава Русь.
88. ↑  Урод и Юрод — подмена слов （页面存档备份，存于）. Держава Русь.
89. ↑   [Baba Yoga]. Derzhava Rus. 2014-03-31. （原始内容存档于2021-01-18）.
90. ↑   [Baba Yaga and her skete]. Derzhava Rus. 2014-05-22. （原始内容存档于2021-01-15）.
91. ↑  Aitamurto 2007，passim; Kuzmin 2014，abstract.
92. ↑  Aitamurto 2016，第51頁; Golovneva 2018，第342頁.
93. ↑  Aitamurto 2016，第120, note 23頁; Prokopyuk 2017，第32頁.
94. ↑  Gaidukov 2000，第33, 42, 141–142頁.
95. ↑  Gaidukov 2000，第141頁.
96. 1 2 3  Gaidukov 2000，第142頁.
97. ↑  Gaidukov 2000，第126, 142頁.
98. ↑  Gaidukov 2000，第140頁.
99. ↑  Gaidukov 2000，第126頁.
100. ↑  Gaidukov 2000，第135頁.
101. ↑   [How to determine the direction of prayer?]. Derzhava Rus. 2013-12-26. （原始内容存档于2021-03-05）.
102. ↑  Gaidukov 2000，第116頁.
103. ↑  Gaidukov 2000，第124頁.
104. ↑  Gaidukov 2000，第134頁.
105. 1 2 3 4 5 6 7   [Yujism – the worldview of the Slavs]. Derzhava Rus. 2013-11-26. （原始内容存档于2017-06-27）.
106. 1 2   [You need to sleep with your head to the north]. Derzhava Rus. 2014-01-14. （原始内容存档于2021-04-15）.
107. ↑   [Earth on three elephants]. Derzhava Rus. 2013-11-30. （原始内容存档于2017-06-27）.
108. 1 2   [7 chakras in the Eastern system]. Derzhava Rus. 2014-01-14. （原始内容存档于2021-03-05）.
109. 1 2 3 4   [9 chakras in the Slavic system]. Derzhava Rus. 2014-01-20. （原始内容存档于2021-09-30）.
110. 1 2   [Descriptive interaction between peoples]. Derzhava Rus. 2014-10-13. （原始内容存档于2021-01-25）.
111. 1 2 3 4 5   [Matryoshka — 9 human bodies]. Derzhava Rus. 2014-01-14. （原始内容存档于2021-03-05）.
112. 1 2 3 4 5 6 7 8 9 10 11 12 13 14   [Slavic names of the months]. Derzhava Rus. 2014-12-18. （原始内容存档于2017-06-21）.
113. 1 2  Shnirelman 2007，第52頁.
114. ↑  Gaidukov 2000，第127頁; Shnirelman 2007，第52頁.
115. ↑   [Year's wheel – accordance with nature]. Derzhava Rus. 2014-05-06. （原始内容存档于2017-07-01）.
116. ↑  Gaidukov 2000，第103頁.
117. ↑  Gaidukov 2000，第97頁.
118. ↑  Gaidukov 2000，第99頁.
119. ↑  Gaidukov 2000，第101頁.
120. 1 2 3 4 5 6 7  Gaidukov 2000，第102頁.
121. ↑   [How to determine the direction of prayer?]. Derzhava Rus. 2013-12-26. （原始内容存档于2021-03-05）.
122. ↑  Shnirelman 2017a，第98頁; Shnirelman 2017b，第90頁.
123. ↑   [Grays]. Derzhava Rus. 2014-08-03. （原始内容存档于2021-04-11）.
124. ↑  Maltsev 2015，passim; Shnirelman 2017b，第90頁.
125. ↑  Shnirelman 2013，第62頁.
126. 1 2 3   [List of NPOs liquidated in accordance with the Federal Law "On Countering Extremist Activities" (updated as of 19 February 2021)]. Ministry of Justice of the Russian Federation. （原始内容存档于2021-03-10）.
127. ↑  Matytsin 2009，passim; Maltsev 2015，passim; Aitamurto 2016，第51頁; Golovneva 2018，第341頁.
128. ↑  Maltsev 2015，passim; Yashin 2016，第39頁; Shnirelman 2017b，第91頁.
129. ↑   [Extremist materials]. Ministry of Justice of the Russian Federation. （原始内容存档于2020-11-27）.
130. ↑  Golovneva 2018，第341頁; Maltsev 2015，passim.
131. 1 2 3  Maltsev 2015，passim.
132. 1 2 3  Давыдов, Олег. . Лента.ру. 2023-05-20  [2024-01-26]. （原始内容存档于2023-05-22）.
133. ↑  Окороков, Семён. . StopGame.ru. 2023-10-16  [2024-03-02]. （原始内容存档于2024-03-04）.
134. 1 2  Виноградов, Богдан. . Спорт-Экспресс. 2023-10-19  [2024-03-05]. （原始内容存档于2024-03-04） （俄语）.
135. ↑  Алексей Костенков. . Хабр. 2023-09-23  [2024-04-11]. （原始内容存档于2023-10-10）.